# Джаноцо Манети
Джаноцо Манети (на италиански: Giannozzo Manetti) е италиански хуманист, философ, дипломат и политик от епохата на Ренесанса, родом от Флоренция. Той е една от ключовите фигури на ранния хуманизъм и ярък представител на т.нар. цивилния хуманизъм, свързващ класическата образованост с активен политически живот. Манети е известен с богатата си филологическа и философска продукция, както и с острата си защита на достойнството на човека, което го прави предшественик на по-късните антропоцентрични възгледи в Ренесанса

## Живот и дейност
Роден е през 1396 г. във Флоренция в богато и уважавано семейство. Получава отлично образование, като се учи при водещите граматици и философи на своето време. Изучава латински и гръцки, като усвоява дълбоко класиците – Цицерон, Сенека, Платон и Аристотел. Особено влияние върху него оказват Салутати, Бруни и Поджо Брачолини – водещи представители на флорентинския хуманизъм.
През 30-те години на XV век започва активна политическа дейност. Избиран е многократно за член на Флорентинския Съвет (Signoria) и за посланик на Републиката. Представлява Флоренция пред папския двор, Венеция, Неапол и други градове държави. След възхода на Медичите изпада в немилост, тъй като е свързан с враждебни на новите господари на Флоренция кръгове. През 1453 г. напуска Флоренция и намира убежище при папа Николай V в Рим, където продължава писателската си дейност под закрилата на папата.
Умира през 1459 г. в Неапол, докато е на служба при крал Алфонсо Арагонски. След смъртта му част от богатата му библиотека отива във Ватиканската библиотека.

## Философски възгледи и съчинения
Манети е сред първите хуманисти, овладели и използвали иврит, за да четат Стария завет в оригинал. Използва тези знания не за да търси помирение, а за да критикува еврейската общност с цитати от собствените им свещени книги. Владее също така гръцки, латински и италиански. Превежда Библията от иврит и гръцки на латински, което е кулминация на филологичните му умения. Работи върху прецизното сравнение между Вулгата и оригиналните текстове на Библията. Пише биографии на известни личности като Данте, Леонардо Бруни, Боеций и др., следвайки класическия жанр на vitae illustrium virorum.
Най-известното съчинение на Манети – За достойнството и превъзходството на човека, е написано около 1452 г. Същото съставлява философски трактат, в който защитава човека като създание, достойно да се сравнява дори с ангелите. Противопоставя се на песимистичната антропология на Боеций и други средновековни автори. Този труд предшества и вдъхновява прочутата „Реч за достойнството на човека“ на Джовани Пико дела Мирандола.
Сред по-популярните произведения на Манети са и Apologia contra invidiam – съчинението е самозащита срещу критики, отразяваща както литературната полемика, така и политическите напрежения във Флоренция, както и De virtutibus ac officiis regis – трактат за моралните качества и задълженията на владетеля.

## Влияние
Макар и не толкова прочут като Петрарка или Мирандола, Манети има дълбоко влияние върху ренесансовия хуманизъм. Привърженик е на идеята, че образованието и разсъдъкът издигат човека до божествено равнище. Насърчава studia humanitatis – изучаването на граматика, риторика, история, поезия и етика като път към съвършенство. Съчиненията му се цитират и препращат от италиански и немски ренесансови мислители.
Идеите за достойнството на човека повлияват на Мирондола, Еразъм, Марсилио Фичино и други.